# Iepure de Himalaia
Iepurele de Himalaia (Lepus oiostolus) este o specie de mamifer din familia iepurilor, Leporidae. Este găsit în vestul și centrul Chinei, nordul Nepalului și nordul Indiei unde habitatul său specific este pajiștea montană. Are un areal larg și este prezent în câteva arii protejate; Uniunea Internațională pentru Conservarea Naturii a clasificat această specie ca fiind neamenințată cu dispariția.

## Taxonomie
Lepus oiostolus a fost descrisă științific pentru prima oară în 1840 de Brian Houghton Hodgson. În anul 1964, Gureev a plasat specia în subgenul Proeulagus, iar în anul 1998, Averianov a plasat-o în Eulagos. Există 4 subspecii recunoscute ale speciei Lepus oiostolus:
- Lepus oiostolus hypsibius (Hodgson, 1840)
- Lepus oiostolus oiostolus (Blanford, 1875)
- Lepus oiostolus pallipes (Hodgson, 1842)
- Lepus oiostolus przewalskii (Satunin, 1907)

## Descriere
Iepurele de Himalaia are o lungime a capului plus cea a trunchiului de 40–58 cm, iar coada măsoară 6,5–12,5 cm. Masa sa este de 2–4,25 g. Ochiul îi este înconjurat de un inel albicios.

## Răspândire și habitat

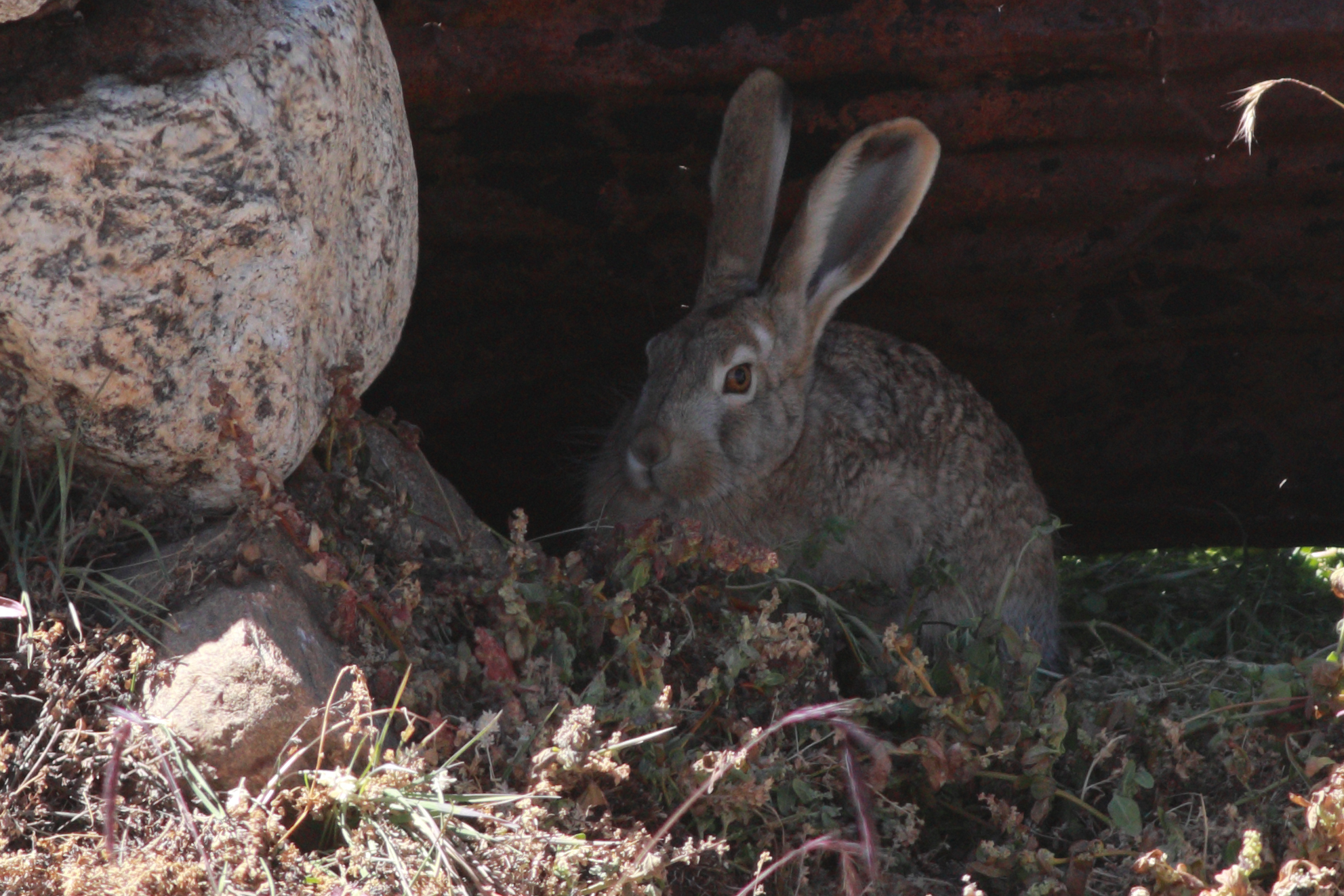
Iepure de Himalaia

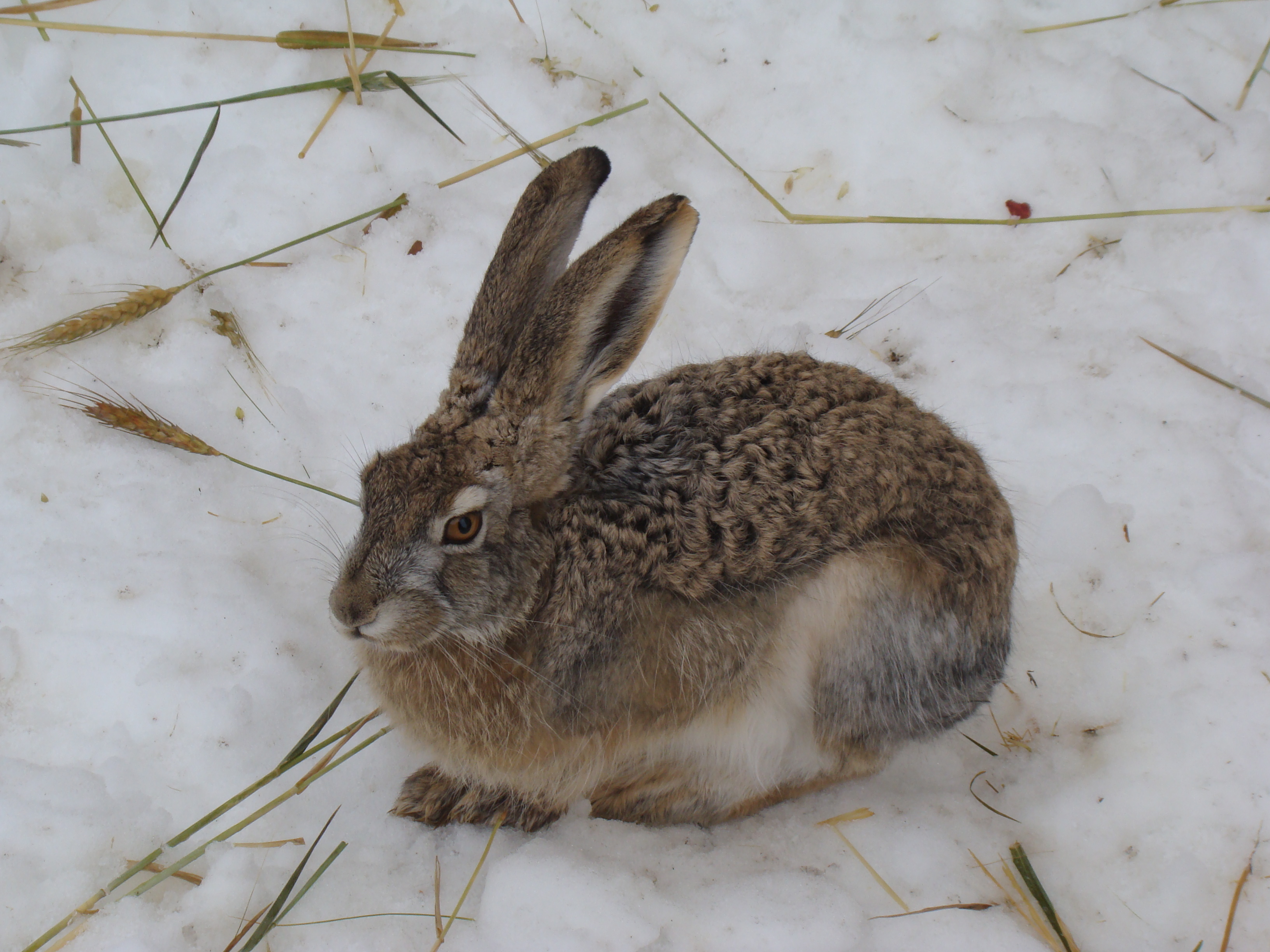
Iepure de Himalaia

Iepurele de Himalaia este nativ Asiei Centrale. Arealul său se extinde din nordul Nepalului și Jammu și Kashmir și Sikkim în India până în vestul și centrul Chinei, unde este prezent în provinciile Gansu, Qinghai, Sichuan, Tibet, Xinjiang și Yunnan. Habitatul acestui iepure este în general pajiștea situată la altitudine mare de câteva tipuri: pajiște alpină și pajiște arbustivă, dar se găsește de asemenea și în păduri montane mixte sau de conifere și în deșerturi reci înalte. Altitudinea la care viețuiește variază între 3.000 m și 5.300 m.

## Ecologie
Iepurele de Himalaia este un animal timid și de obicei solitar și, cu toate că este uneori activ în timpul zilei, este în mare parte nocturn. Se hrănește cu graminee și verdețuri. Uneori în timpul zilei se odihnește la soare într-o poziție adăpostită. Sezonul de reproducere începe în aprilie, cu două rânduri de pui care constă fiecare în câte 4–6 pui. Rămășițe de iepure de Himalaia au fost identificate în fecale de râs eurasiatic din Districtul Dolpa⁠(en)[traduceți] din Munții Himalaya nepalezi.

## Stare de conservare
Iepurele de Himalaia are un areal larg. În India, habitatul a fost distrus, ceea ce a provocat fragmentarea populațiilor și incapacitatea indivizilor de a migra. În Nepal și China este prezent în câteva arii protejate. Per total, Uniunea Internațională pentru Conservarea Naturii a clasificat această specie ca fiind neamenințată cu dispariția, dar în India este considerată a fi pe cale de dispariție.